# Subotowo
Subotowo (biał. Субатава; ros. Суботово) – chutor na Białorusi, w obwodzie witebskim, w rejonie głębockim, w sielsowiecie Obrub.

## Historia
Przed II wojną światową majątek ziemski. W dwudziestoleciu międzywojennym leżał w Polsce, w województwie wileńskim, w powiecie dziśnieńskim, do 11 kwietnia 1929 w gminie Dokszyce, a następnie w gminie Głębokie.
Według Powszechnego Spisu Ludności z 1921 roku zamieszkiwało tu 21 osób, 7 było wyznania rzymskokatolickiego, a 14 prawosławnego. Jednocześnie 8 mieszkańców zadeklarowało polską przynależność narodową, a 13 białoruską. Były tu 4 budynki mieszkalne. W 1931 w 4 domach zamieszkiwało 25 osób.
Miejscowość należała do parafii rzymskokatolickiej w m. Zaszcześle i prawosławnej w Kowalach. Podlegała pod Sąd Grodzki w Głębokiem i Okręgowy w Wilnie; właściwy urząd pocztowy mieścił się w Królewszczyźnie.